# منتخب تايلاند لكرة السلة على الكراسي المتحركة للسيدات
منتخب تايلاند لكرة السلة على الكراسي المتحركة للسيدات هو ممثل تايلاند الرسمي في المنافسات الدولية في كرة السلة على الكراسي المتحركة للسيدات .

## طالع أيضًا
- منتخب تايلاند لكرة السلة على الكراسي المتحركة للرجال

## وصلات خارجية
- الموقع الرسمي